# Team Hawaii
Team Hawaii is een voormalige Amerikaanse voetbalclub uit Honolulu, Hawaï. De club werd opgericht in 1977 en hetzelfde jaar weer opgeheven. Ze speelden een seizoen in de North American Soccer League. Daarin werden geen aansprekende resultaten behaald.
Het thuisstadion van de club was het Aloha Stadium, dat plaats bood aan 50.000 toeschouwers.
Na het seizoen van 1977 verhuisde de club naar Tulsa. De clubnaam veranderde in de Tulsa Roughnecks.